# Misija San Pedro y San Pablo
Misija San Pedro y San Pablo (Misija sv. Petra i Pavla), posljednja dvadeset-treća franjevačka misija koju je 1780. osnovao Francisco Garcés među Yuma Indijancima na zapadnoj obali rijeke Colorado u blizini suvremenog Araza, tada Fort Defiance ili Pilot Knob, na jugoistoku kalifornije. 
Misija je 17 do 19. srpnja 1781. godina bila opljačkana i zapaljena od strane Indijanaca. Pobijeno je oko 50 Španjolaca, mwđu njima Garcés, tri druga franjvca i kapetan Rivera y Moncada, dok su žene i djeca su zarobljeni